# Гамбер-Арм-Саут
Гамбер-Арм-Саут (англ. Humber Arm South) — містечко в Канаді, у провінції Ньюфаундленд і Лабрадор.

## Населення
За даними перепису 2016 року, містечко нараховувало 1599 осіб, показавши скорочення на 4,9%, порівняно з 2011-м роком. Середня густина населення становила 24,6 осіб/км².
З офіційних мов обидвома одночасно володіли 15 жителів, тільки англійською — 1 585.
Працездатне населення становило 61,2% усього населення, рівень безробіття — 23,7% (34,1% серед чоловіків та 13,8% серед жінок). 95,9% осіб були найманими працівниками, а 1,2% — самозайнятими.
Середній дохід на особу становив $36 859 (медіана $30 933), при цьому для чоловіків — $44 037, а для жінок $30 185 (медіани — $36 736 та $26 736 відповідно).
23,6% мешканців мали закінчену шкільну освіту, не мали закінченої шкільної освіти — 34,8%, 41,7% мали післяшкільну освіту, з яких 12,2% мали диплом бакалавра, або вищий.
| Статево-вікова структура населення | Статево-вікова структура населення | Статево-вікова структура населення | Статево-вікова структура населення | Статево-вікова структура населення |
| ---------------------------------- | ---------------------------------- | ---------------------------------- | ---------------------------------- | ---------------------------------- |
|                                    |                                    |                                    |                                    |                                    |
| Всього                             | Всього                             | 49,4%50,6%                         |                                    |                                    |
| 0 — 14 років                       | 0 — 14 років                       |                                    | 12,9%                              | 12,9%                              |
| 15 — 64 років                      | 15 — 64 років                      |                                    | 68,7%                              | 68,7%                              |
| 65 і більше                        | 65 і більше                        |                                    | 18,5%                              | 18,5%                              |
| 85 і більше                        | 85 і більше                        |                                    | 0,6%                               | 0,6%                               |
| Середній вік (років)               | Середній вік (років)               | 45,244,1                           | 44,7                               | 44,7                               |
| Медіана (років)                    | Медіана (років)                    | 49,047,4                           | 48,0                               | 48,0                               |
| — чоловіки — жінки                 |                                    |                                    |                                    |                                    |

| Походження мешканців:     | Походження мешканців:     | Походження мешканців: | Походження мешканців: | Походження мешканців: |
| ------------------------- | ------------------------- | --------------------- | --------------------- | --------------------- |
| Походження                |                           |                       | осіб                  | %                     |
| Корінні американці        | Корінні американці        |                       | 850                   | 53.13%                |
| Інше північноамериканське | Інше північноамериканське |                       | 845                   | 52.81%                |
| Європейське               | Європейське               |                       | 610                   | 38.13%                |
| британське                | британське                |                       | 555                   | 34.69%                |
| французьке                | французьке                |                       | 200                   | 12.5%                 |

| Зайнятість населення за галузями (за класифікацією NOC): | Зайнятість населення за галузями (за класифікацією NOC): | Зайнятість населення за галузями (за класифікацією NOC): | Зайнятість населення за галузями (за класифікацією NOC): | Зайнятість населення за галузями (за класифікацією NOC): |
| -------------------------------------------------------- | -------------------------------------------------------- | -------------------------------------------------------- | -------------------------------------------------------- | -------------------------------------------------------- |
|                                                          |                                                          |                                                          |                                                          |                                                          |
| Управління                                               | Управління                                               |                                                          | 2,4%                                                     | 2,4%                                                     |
| Бізнес, фінанси та адміністрування                       | Бізнес, фінанси та адміністрування                       |                                                          | 12,8%                                                    | 12,8%                                                    |
| Природничі та прикладні науки                            | Природничі та прикладні науки                            |                                                          | 4,3%                                                     | 4,3%                                                     |
| Охорона здоров'я                                         | Охорона здоров'я                                         |                                                          | 9,8%                                                     | 9,8%                                                     |
| Освіта, правозахист, муніципальні та урядові служби      | Освіта, правозахист, муніципальні та урядові служби      |                                                          | 7,3%                                                     | 7,3%                                                     |
| Мистецтво, культура, відпочинок та спорт                 | Мистецтво, культура, відпочинок та спорт                 |                                                          | 1,2%                                                     | 1,2%                                                     |
| Роздрібна торгівля та послуги                            | Роздрібна торгівля та послуги                            |                                                          | 17,7%                                                    | 17,7%                                                    |
| Гуртова торгівля, транспорт та обладнання                | Гуртова торгівля, транспорт та обладнання                |                                                          | 22,6%                                                    | 22,6%                                                    |
| Природні ресурси, сільське господарство                  | Природні ресурси, сільське господарство                  |                                                          | 6,1%                                                     | 6,1%                                                     |
| Виробництво                                              | Виробництво                                              |                                                          | 16,5%                                                    | 16,5%                                                    |

## Клімат
Середня річна температура становить 3,1°C, середня максимальна – 19°C, а середня мінімальна – -13,7°C. Середня річна кількість опадів – 1 392 мм.
| Клімат поселення                              | Клімат поселення | Клімат поселення | Клімат поселення | Клімат поселення | Клімат поселення | Клімат поселення | Клімат поселення | Клімат поселення | Клімат поселення | Клімат поселення | Клімат поселення | Клімат поселення | Клімат поселення |
| Показник                                      | Січ.             | Лют.             | Бер.             | Квіт.            | Трав.            | Черв.            | Лип.             | Серп.            | Вер.             | Жовт.            | Лист.            | Груд.            |                  |
| Середній максимум, °C                         | −3,28            | −4,08            | −0,58            | 4,91             | 10,31            | 16,42            | 18,96            | 18,56            | 13,68            | 8,15             | 2,93             | −2,28            |                  |
| Середня температура, °C                       | −8,1             | −8,9             | −5,4             | 0,08             | 5,48             | 11,59            | 16,04            | 15,63            | 10,76            | 5,23             | 0,02             | −5,18            |                  |
| Середній мінімум, °C                          | −12,93           | −13,74           | −10,23           | −4,75            | 0,65             | 6,77             | 13,12            | 12,71            | 7,85             | 2,31             | −2,89            | −8,1             |                  |
| Норма опадів, мм                              | 144              | 102              | 85               | 69               | 92               | 108              | 107              | 126              | 135              | 140              | 141              | 143              |                  |
| Середньомісячна швидкість вітру, м/с          | 5.14             | 4.89             | 4.95             | 4.72             | 4.28             | 4.04             | 3.70             | 3.82             | 4.18             | 4.38             | 4.63             | 4.91             |                  |
| Середньомісячна сонячна радіація, кДж/м²·день | 3570             | 6519             | 10808            | 14571            | 17737            | 19303            | 18682            | 15897            | 11646            | 6955             | 3741             | 2686             |                  |
| --------------------------------------------- | ---------------- | ---------------- | ---------------- | ---------------- | ---------------- | ---------------- | ---------------- | ---------------- | ---------------- | ---------------- | ---------------- | ---------------- | ---------------- |
| Джерело:                                      |                  |                  |                  |                  |                  |                  |                  |                  |                  |                  |                  |                  |                  |